# Christentum auf den Komoren
Das Christentum auf den Komoren ist eine Minderheitenreligion.

## Anzahl
Etwa 1 % der Bevölkerung sind Christen. Sie stehen der Mehrheit der Muslime gegenüber. Ungefähr 4.300 Katholiken gehören zum Apostolischen Vikariat Archipel der Komoren. Sie stellen damit etwa 0,5 % der komorischen Bevölkerung. Die ca. 1.680 Protestanten sind etwa 0,25 % der Bevölkerung der Komoren.
Laut der World Christian Encyclopedia gibt es mindestens je eine Gemeinde der Siebenten-Tags-Adventisten und der Èglise réformée des Comores.

## Aktuelle Lage
Es herrscht keine umfassende Religionsfreiheit; Nichtmuslimen werden beispielsweise gewisse Rechte wie Zeugenaussagen bei Gericht verweigert. 
Westliche, meist evangelikale Gruppen, denen missionarische Tätigkeiten untersagt sind, bieten humanitäre Hilfe an. Sie erhalten keine staatliche Registrierung als Religionsgemeinschaft. Christliche Mission ist gesetzlich unter Androhung von Gefängnisstrafe und einem Bußgeld verboten. 2006 wurden vier Personen wegen Proselytenmacherei zu drei Monaten Gefängnis verurteilt. Nach Angaben der Organisation Open Doors ist das Ausmaß der Diskriminierung von Christen auf den Komoren erheblich.
Auf der Insel Njazidja ist die Freiheit der Christen größer als in den andern Teilen der Komoren. Römisch-katholische Kirchen gibt es in Moroni (Église de Sainte Thérèse de l’Enfant Jésus) sowie in Mutsamudu. Eine evangelische Kirche befindet sich in Moroni.